# Vaanes I Mamicônio
Vaanes I Mamicônio (em latim: Vaanes; em grego: Βαάνης; romaniz.: Baánēs; em armênio: Վահան; romaniz.: Vahan; n. ca. 440/5 - m. entre 503-510) foi um armênio dos século V e VI, que ativamente combateu o Império Sassânida. Membro da nobre família Mamicônio, era filho de Maictes, nobre que rebelou-se com seu irmão Vardanes II contra o julgo sassânida. Com o fim da rebelião, Vaanes foi levado à corte iraniana com seus irmãos e por lá ficou durante alguns anos.
Então, quando retorna à Armênia, e na posse do título hereditário de asparapetes, rebela-se em 481 contra o xá Perozes I (r. 459–484) em apoio à revolta iniciada pelo rei ibero Vactangue I (r. 447–522). Com o sucesso da rebelião, foi nomeado marzobã pelo xá Balas (r. 484–488) em 485 e foi chefe de uma "verdadeira monarquia sem título" até sua morte.

## Nome
Vaanes (Vaanēs; Βαάνης, Baánēs) é a forma latina do teofórico armênio Vaã (Վահան, Vahan), ligado a Vaagne (Վահագն, Vahagn), o deus armênio, cujo nome derivou do parta Varragne (*Warhragn) / Vartagne (*Warθagn), do persa antigo Vertragna (Vṛθragna) e do avéstico Veretragna (𐬬𐬆𐬭𐬆𐬚𐬭𐬀𐬖𐬥𐬀, vərəθraγna), o deus iraniano da vitória. Como teofórico, também foi citado em armênio como Verã (Վռամ Vṙām), em persa médio como Vararã (𐭥𐭫𐭧𐭫𐭠𐭭, Waraḥrān) e Varã (𐭥𐭠𐭧𐭫𐭠𐭬, Waḥrām), em grego como Boanes (Βοάνης, Boánēs), Baranes (Βαράνης, Baránēs), Baânio (Βαάνιος, Baánios), Uarrames / Varrames (Ουαρράμης, Ouarrámēs), Barã (Βάραμ, Báram), Baramo (Βάραμος, Báramos) e Baram(a)anes (Βαραμ(a)άνης, Baram(a)ánēs), em georgiano como Barã (ბარამ, Baram),  em latim como Veramo (Veramus) e Vararanes e em persa novo como Barã (بهرام, Bahrām).

## Contexto
Após 387, o Reino da Armênia foi dividido em duas zonas de influência, a bizantina e a persa. Além disso, em 428, o último rei arsácida, Artaxias IV (r. 423-428), foi deposto pelo xainxá Vararanes V (r. 420–438) a pedido dos nacarares, inaugurando o Marzobanato da Armênia. Muito rapidamente, os armênios desiludiram: em 449, Isdigerdes II (r. 438–457) ordenou que eles apostatassem e se convertessem ao zoroastrismo. Sob a liderança de Vardanes II, se revoltaram, mas foram derrotados em junho (ou 26 de maio) de 451 na Batalha de Avarair; a maioria dos nacarares que participaram da revolta foram então deportados à capital persa de Ctesifonte.

## Biografia

Armênia (amarelo) na Antiguidade Tardia

### Juventude
Vaanes nasceu por volta de 440/5 e era filho de Maictes e Zoique, a filha de Vararanes ou Vasaces, da família Arzerúnio. Também era sobrinho de Vardanes e irmão de Vasaces, Bardas e Artaxias. Seu pai, depois de Avarair, uniu-se aos insurgentes restantes na guerrilha em suas terras em Taique, mas foi morto pelos persas. Vaanes, porém, foi levado pelo marzobã Vasaces I, entregue aos persas e deportado para Ctesifonte com Vasaces, Bardas e Artaxias. Condenado à apostasia, segundo seu amigo de infância Lázaro de Farpe, "enfraqueceu em sua fé". Os irmãos, condenados à morte, foram libertados através de Axuxa II, vitaxa de Gogarena e marido de Anuxurã, a irmã de Zoique. Asparapetes da Armênia por direito consuetudinário, Vaanes recuperou seus bens, mas logo foi acusado de desvio da renda das minas de ouro imperiais, acusação à qual respondeu indo para Ctesifonte com grande soma.

### Rebelião

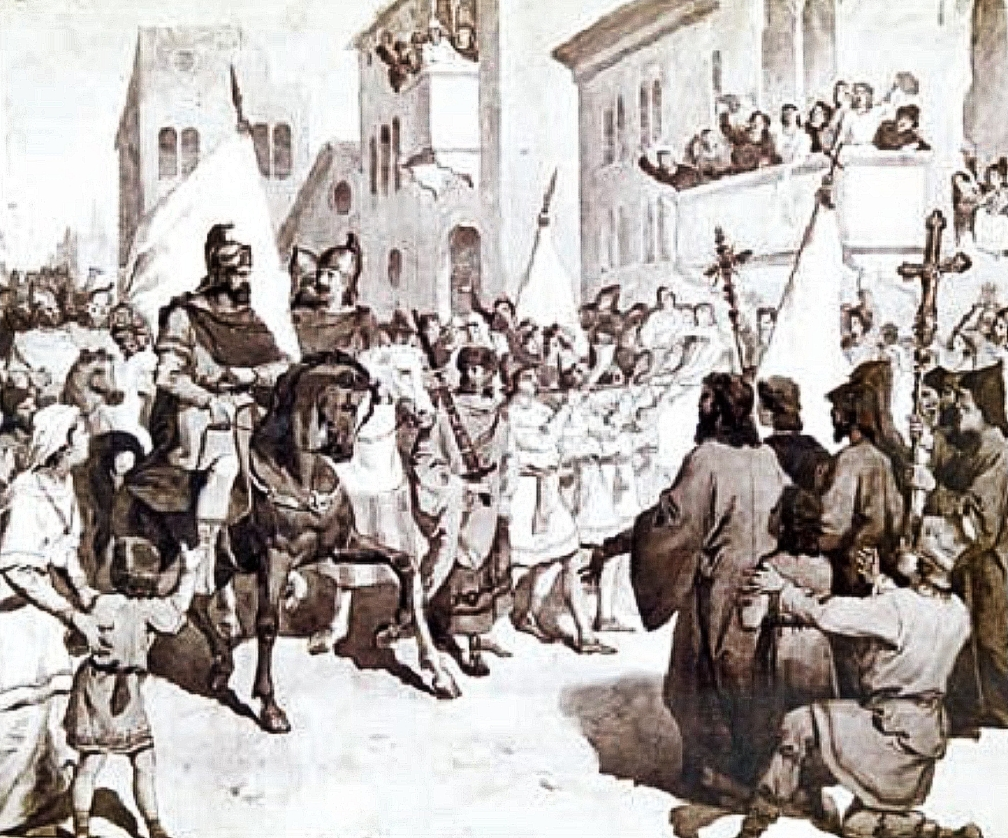
Vaanes e os armênios voltando para casa. Representação de Julian Zasso (1833-1889)

Após Avarair, os armênios foram constantemente chamados pelos persas para expedições militares distantes e foram obrigados a aceitar o crescente poder dos apóstatas. No contexto, receberam bem o apelo da revolta de Vactangue I (r. 447–522), que sublevou contra os persas. Vaanes hesitou, mas, em 481 decidiu juntar-se à rebelião, exigindo que os rebeldes jurassem sobre a cruz do Evangelho que se manteriam fiéis à aliança; foi então nomeado asparapetes. O juramento foi, contudo, reportado diretamente por Barsabores Amatúnio ao marzobã Adar Gusnaspe, que abandonou Dúbio, a capital armênia, e refugiou-se em Artaxata e finalmente Pérsia.
Vaanes substituiu Adar Gusnaspe por Isaque II Bagratúnio, naquela altura o aspetes (mestre da cavalaria). Adar Gusnaspe retornou com uma força de sete mil homens contra os insurgentes que foi derrotada por 400 cavaleiros liderados por Vasaces na Batalha de Acorri (encosta norte do Ararate); o marzobã foi morto. No verão de 482, Sapor Mirranes ameaçou a Ibéria e Vactangue chamou os armênios ao resgate. Vaanes e Isaque chegaram à frente de um exército ao rio Cura, mas foram derrotados em Aquesga, que, dentre outras consequências, causou a morte de Vasaces e Isaque II. Vaanes levou o resto do exército armênio às montanhas em Taique, onde realizou ações de guerrilha, enquanto Sapor Mirranes assumiu o controle da Armênia. Foi depois chamado à corte de Ctesifonte e Vaanes aproveitou a oportunidade para recuperar o controle de Dúbio.
Vaanes permaneceu em Dúbio para defendê-la até o início de 483, quando foi cercado por reforços de Zarmir, o Azarapates. Para evitar ser preso pelo exército muito maior numericamente, organizou uma saída que pegou os persas de surpresa, derrotando-os na Batalha de Nerseapate, em Artaz (região de Macu), e então achou refúgio nas montanhas. Suas forças fugiram aos distritos próximos da fronteira bizantina, em Taique e Taraunitis. Vaanes esperava que a Pérsia não causaria um incidente na fronteira de modo a evitar guerra com o Império Bizantino, mas Zarmir o seguiu de perto e conseguiu, após uma marcha noturna, chegar ao alvorecer no acampamento armênio. Conseguiu capturar algumas princesas, mas Vaanes e os principais nacarares tiveram tempo de chegar nas montanhas.

### Marzobã da Armênia

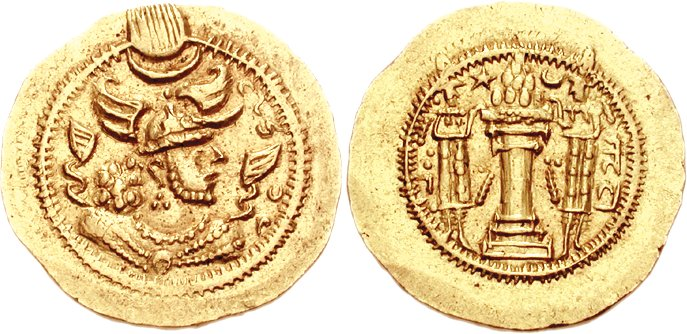
Dinar de ouro de r.

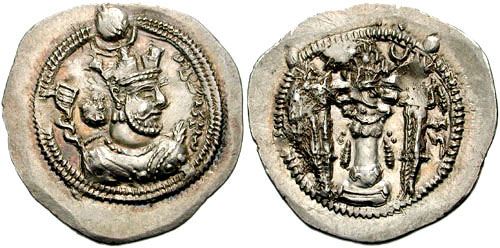
Dracma de Balas r.

A situação teria uma mudança repentina quando, em 484, morreu o xainxá Perozes I (r. 459–484) na guerra contra o Império Heftalita, o que causou a retirada dos persas da Armênia e a recuperação de Dúbio e Valarsapate. Com dificuldades de suprimir a revolta de Zariadres, o sucessor de Perozes, Balas (r. 484–488), precisou da ajuda armênia: em troca de apoio militar, concordou em firmar um tratado em Nuarsaque (atual Coi); Vaanes também foi reconhecido como asparapetes e as propriedades dos Mamicônios e seus aliados Camsaracanos foram devolvidas.
Na mesma ótica, Vaanes foi nomeado marzobã em 485, "apagando definitivamente as consequências da tragédia de 451", e nomeou seu irmão Bardas como asparapetes. Presidiu uma verdadeira recuperação nacional e, de acordo com os católicos João I Mandacúnio e Apovipcenes de Otmus, reorganizou o país no plano religioso. Nesse sentido, conduziu a reconstrução e ampliação da Igreja de São Gregório de Dúbio e a reparação da Catedral de Valarsapate (484–485).
O país gozou de relativa paz, apesar da tentativa frustrada do sucessor de Balas, Cavades I (r. 488-496; 499-531), de se impor sobre as proposições de Nuarsaque. Em 489, Vaanes se aproximou de Vachagã III, rei da Albânia, e repeliu uma incursão heftalita no início do século VI na Transcaucásia. Morreu entre 503 e 510 e foi sucedido por seu irmão Bardas Mamicônio. De acordo com Cyril Toumanoff, Vaanes teria sido hipoteticamente o pai de Astabasdo (IV), o pai de Samuel I, asparapetes em 555.